# Roberto Bernardi
Roberto Bernardi (* 18. Mai 1974 in Todi, Italien) ist ein italienischer Maler des Fotorealismus.

## Leben
Bereits im Kindesalter befasste sich Bernardi mit der Malerei, und es entstanden erste Ölbilder. In seinen frühen Studien widmete er sich detailgetreuen bildlichen Darstellungen von Landschaften und Porträts, was später einen großen Einfluss auf seine künstlerische Entwicklung haben sollte. Nach dem Abschluss der Matura zog er 1993 nach Rom, wo er als Restaurator in der Kirche San Francesco a Ripa arbeitete. Als Maler widmete sich Bernardi in dieser Zeit vornehmlich der Landschafts- und Porträtmalerei und befasste sich Ende der 1990er Jahre zunehmend mit hyperrealistischen Darstellungen. Bernardi gelang es auf bemerkenswerte Weise, traditionelle Ölmalerei auf ein zeitgenössisches Genre anzuwenden. Heute lebt und arbeitet Roberto Bernardi in Todi. Seit 2006 arbeitet Bernardi mit seiner Lebensgefährtin, Raphaella Spence, auch an Gemeinschaftswerken. Er ist vorgestellt bei der Bernarducci Meisel Gallery in New York.

## Werke
Ausgehend von traditionellen, klassischen Landschaftsmalereien, Porträts und Stillleben, hat sich Bernardi erst in den späten 1990er Jahren dem Fotorealismus zugewandt. Damals hat er damit begonnen, realistische Elemente zu kompositionieren und zu fotografieren und das Abbild derselben in Öl auf Leinwand zu übertragen. Bei der Übertragung  bediente er sich der traditionellen Techniken der Ölmalerei und ließ damit ein realistisches Bild entstehen. Anstatt die gesamte Komposition bereits als Photographie auf die Leinwand zu projizieren und dann nachzumalen, folgte die persönliche Übersetzung der Subjekte und die Maltechnik, die er dafür verwendete einer klassischen Linie, wie wir sie aus der Malerei des 16. und 17. Jh. kennen.
Heute ist Bernardi bekannt für seine fotorealistischen Stillleben. Die klassische Komposition der Objektanordnungen in Kombination mit der starken Betonung von Licht- und Farbkontrasten, macht seine Gemälde einzigartig. Das Licht in seinen Bildern scheint von den einzelnen inhärenten Objekten selbst abzustrahlen.
Das malerische Festhalten von alltäglichen Sujets wie einer Kaugummimaschine, einer Kühlschrankausstattung, einer gefüllten Geschirrspülmaschine, grenzen ihn von den zeitgenössischen Fotorealisten thematisch ab und erinnern an Bilder von fotorealistischen Vorläufern wie Charles Bell, David Parrish oder Linda Bacon.

### Einzelausstellungen
- Candy Paintings, Bernarducci.Meisel.Gallery, New York (U.S.A.), 2011
- Beijing, Bernarducci.Meisel.Gallery, New York (U.S.A.), 2009
- Glass FX, Art of Glass 2, The Hermitage Museum and Gardens, Norfolk, VA (U.S.A.), 2009
- Dirty Plates, Bernarducci.Meisel.Gallery, New York (U.S.A.), 2007
- Giardini di Cristallo, Bernarducci.Meisel.Gallery, New York (U.S.A.), 2005
- Spazi Infiniti, Bernarducci.Meisel.Gallery, New York (U.S.A.), 2004
- Towards a New Realism, Albemarle Gallery, London (England), 2004
- Robert Kidd Gallery, Detroit, MI (U.S.A.), 2002
- L'espressione dei sogni, Galerie De Castiglione, Paris (France), 2000
- Palazzo delle, Perugia (Italy), 1996
- Umbria Jazz, Perugia (Italy), 1995
- Todi Festival, Todi (Italy), 1994

### Gruppenausstellungen
- Stand Still, Bernarducci.Meisel.Gallery, New York (U.S.A.), 2012
- Eileen S. Kaminsky Family Foundation at MANA Art Center, Jersey City (U.S.A.), 2011
- Real: Realism and Diverse Media, Imago Galleries, Palm Desert, CA (U.S.A.), 2011
- Sweet tooth, Scott Richards Contemporary Art, San Francisco (U.S.A.), 2010
- Real(ists), Selby Gallery – Ringling Collage of Art and Design, Sarasota (U.S.A.), 2010
- Small Paintings from Around the World, Bernarducci.Meisel.Gallery, New York (U.S.A.), 2009
- Arte contemporanea per i rifugiati, UNHCR, Sotheby’s, Milan (Italy), 2008
- SPF 20 - Shades of Summer, Bernarducci.Meisel.Gallery, New York (U.S.A.), 2008
- Iperrealisti, Louis K. Meisel Gallery, New York (U.S.A.), 2008
- Arte Contemporanea per I Rifugiati, Musei Capitolini, Rome (Italy), 2007
- Culinary Arts, Bernarducci.Meisel.Gallery, New York (U.S.A.), 2007
- Structure, Bernarducci.Meisel.Gallery, New York (U.S.A.), 2007
- Iperrealisti, Bernarducci.Meisel.Gallery, New York (U.S.A.), 2007
- Summer Suite, Bernarducci.Meisel.Gallery, New York (U.S.A.), 2006
- Three Person Show, Albemarle Gallery, London (England), 2006
- Contemporary Realism 2006, M.A. Doran Gallery, Tusla, OK (U.S.A.), 2006
- Winter Reflections, Bernarducci.Meisel.Gallery, New York (U.S.A.), 2006
- Re-presenting Realism VII, Arnot Art Museum, Elmira, NY (U.S.A.), 2005
- New Photorealists, Elaine Baker Gallery, Boca Raton, FL (U.S.A.), 2005
- What is Realism?, Albemarle Gallery, London (England), curated by Edward Lucie-Smith, 2005
- Cars and Ketchup: Photorealist Images of the American Landscape, Herbert F. Johnson Museum of Art, Cornell University, Ithaca, New York (U.S.A.), 2005
- Personal Places, Bernarducci.Meisel.Gallery, New York (U.S.A.), 2005
- Winter in Blue, Bernarducci.Meisel.Gallery, New York (U.S.A.), 2005
- New American Realism, Tony Brunelli Fine Art, Binghamton, NY (U.S.A.), 2004
- The Big Picture, Bernarducci.Meisel.Gallery, New York (U.S.A.), 2004
- Seeing is Believing: American Tromp L’Ouil, New Britain Museum of American Art, New Britain  (U.S.A.), 2004
- Vertical Arrangements, Bernarducci.Meisel.Gallery, New York (U.S.A.), 2004
- New Photorealists, Louis K. Meisel Gallery, New York (U.S.A.), 2004
- St. Pauls Gallery, Birmingham (England), 2004
- Albemarle Gallery, London (England), 2004
- Painting Glass Bernarducci Meisel Gallery, New York (U.S.A.), 2003
- Albemarle Gallery, London (England), 2002
- Paisley Tyler & Co., London (England), 2002
- Bernarducci Meisel Gallery, New York (U.S.A.), 2002
- Robert Kidd Gallery, Detroit, MI (U.S.A.), 2002
- Albemarle Gallery, London (England), 2001
- Robert Kidd Gallery, Detroit, MI (U.S.A.), 2001
- Albemarle Gallery, London (England), 2001
- M.F.F. Galerie, Nice (France), 1999
- Galerie Rocha, Barbizon, (France), 1999
- Alexander of Florence Gallery, San Francisco (U.S.A.), 1999
- Galleria Ortarte, Novara (Italy), 1999
- Galleria  Questarte, Villa Farsetti, Venice (Italy), 1999
- Galerie Rocha, Barbizon (France), 1998
- Galleria Fidesarte 16 Asta, Venice (Italy), 1998
- Galleria Ortarte, Novara (Italy), 1998
- Galleria Fidesarte 17 Asta, Venice (Italy), 1998
- Galeria Got, Paris (France), 1998
- Alexander of Florence Gallery, San Francisco (U.S.A.), 1998
- Galleria Artesegno, Mostra Mercato d’Arte Contemporanea, (Italy), 1998
- „Arte Padova 1998“, Padova (Italy), 1998
- Palazzo Pietromarchi, Perugia (Italy), 1995
- Mostra Mercato d’Arte Antica e Moderna, Terni (Italy), 1995